# Petaurus norfolcensis
La ardilla planeadora (Petaurus norfolcensis) es un marsupial nocturno de la familia de los petáuridos, oriundo de Australia.

## Hábitat
Abarca desde Bordertown, en el estado de Australia Meridional a través del sureste australiano hasta Queensland. Se pensaba que esta especie estaba extinta en Australia Meridional desde 1939, hasta que una prueba genética confirmó su presencia en el área. 
La ardilla planeadora vive en bosques esclerófilos secos y en bosques del sureste de Australia. En Queensland, sin embargo, ocupan un más húmedo bosque de eucaliptos.
Viven en una guarida de hojas en el hueco de un árbol. Generalmente vive en grupos de un macho, dos hembras y sus crías.

## Apariencia
Como la mayoría de planeadores, la ardilla planeadora es endémica de Australia. Es cerca del doble de tamaño del petauro del azúcar (Petaurus breviceps). Su cuerpo mide entre 18 y 23 cm de largo y su cola mide unos 22-23 cm de largo, y pesa alrededor de 230 g. Su pelaje es gris azulado o gris parduzco en su espalda y su vientre es blanco. La punta de la cola es negra y tienen una raya negra desde sus ojos hasta la mitad de la espalda. Tienen una membrana voladora que se extiende desde su quinto dedo hasta la parte de atrás de sus pies en ambos lados. Cuando planean, su cola prensil puede actuar como timón, permitiéndoles controlar la dirección hacia donde quieren ir. Pueden planear hasta cincuenta metros de árbol en árbol. No suelen planear en cautiverio.

## Reproducción
La temporada de apareamiento es entre junio y enero. La gestación o embarazo de la hembra dura dieciocho días. Las camadas son generalmente de una a dos crías por año. Las crías gatean inmediatamente a la bolsa marsupial de la madre y se pegan a una tetilla, donde permanecen cerca de tres meses. La madre desteta a las crías sobre los 4 meses; entonces quedan en la madriguera.
Las crías son independientes y se valen por sí mismas a los diez meses. Su expectativa de vida es de cuatro a seis años.

## Dieta
La ardilla planeadora come sobre todo fruta e insectos. También se alimenta de savia de árbol, principalmente de árboles como el eucalipto o el palo de sangre roja; para extraerla perfora el tronco del árbol haciendo que la savia brote de este. También come polen, néctar, hojas y corteza.

## Depredadores

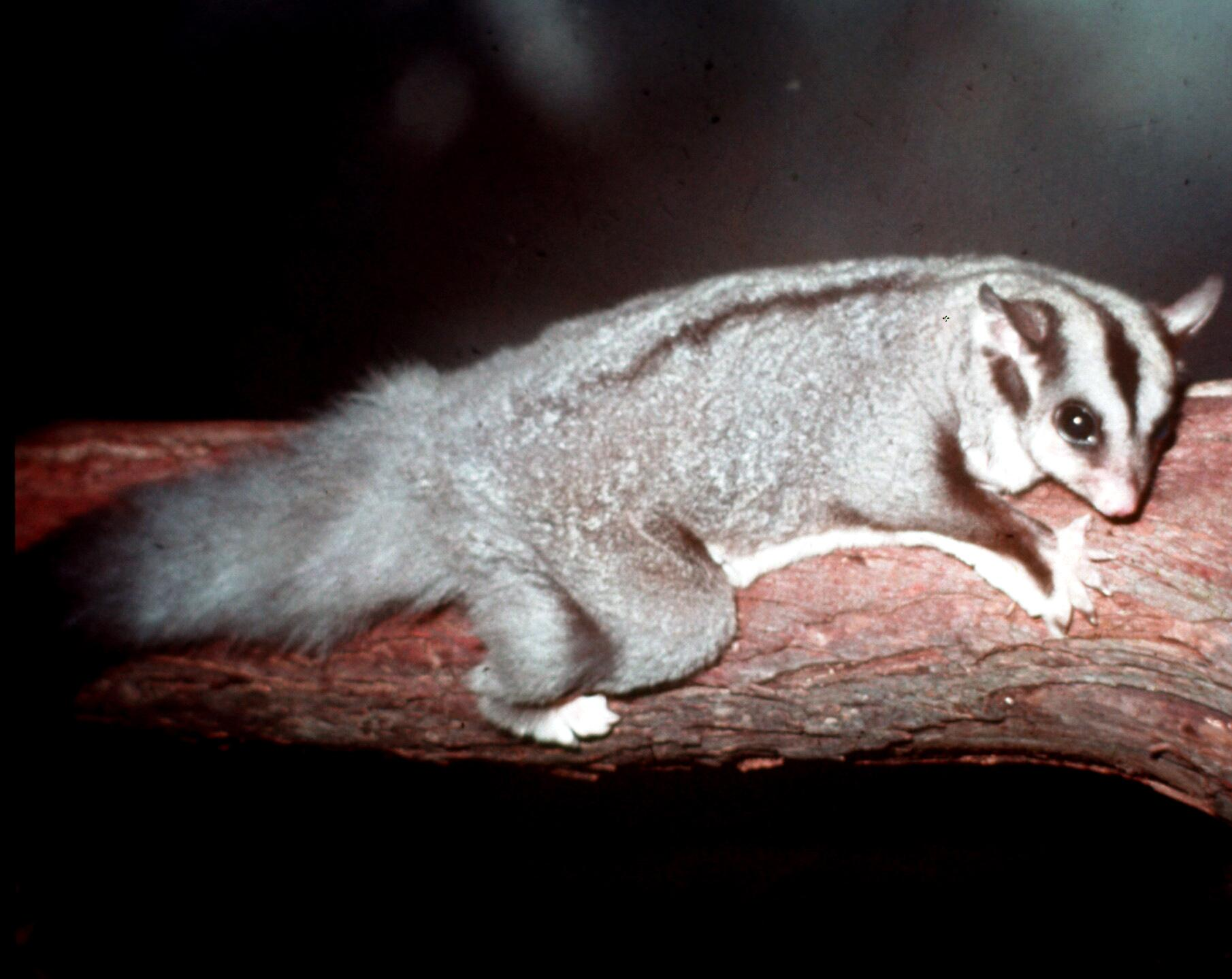
Ardilla planeadora en el Lone Pine Koala Sanctuary

La especie está amenazada por los seres humanos, que eliminan y destruyen su hábitat. También tiene como depredadores a perros, gatos, zorros, y búhos. Esto hace que la especie esté incluida en la lista de especies casi amenazadas, lo que significa que está cercano a cumplir los criterios de una especie amenazada.

## Filogenia
Los parientes más cercanos de la ardilla planeadora provienen de su mismo género, Petaurus, incluyendo a la planeadora de azúcar (Petaurus breviceps), la planeadora de caoba (Petaurus gracilis), la planeadora del norte (Petaurus abidi), la planeadora de biak (Petaurus biacensis) y la planeadora de vientre amarillo (Petaurus australis). Todavía no se conoce de qué especies se diferenciaron las planeadoras. Es probable que evolucionaran de un marsupial como la zarigüeya, que tiene membranas para planear. Otros animales que tienen este mismo ancestro incluyen el falangero listado y el falangero del río Bass.

## Estructuras análogas
Las ardillas planeadoras se confunden a menudo con la ardilla voladora de Norteamérica, aunque no están relacionadas en absoluto. La ardilla voladora es un mamífero placentario y la ardilla planeadora es un marsupial, como los koalas y canguros.
Ambos, producto de la evolución convergente, tienen una adaptación para vivir en árboles; denominada patagio. Es la piel que se extiende desde sus patas frontales hasta las patas traseras, permitiéndoles planear entre los árboles para evitar entrar en contacto con los depredadores que se encuentren en el suelo. Debido a que estos animales son parientes lejanos estas características se denominan análogas.

## Estructuras homólogas
Las ardillas planeadoras son capaces de enrollar sus colas alrededor de las ramas para sostenerse. Esta característica es homóloga al falangero de cola anillada, marsupial diprotodonto que usa su cola como una extremidad extra para agarrarse y sostenerse de los árboles, aunque esta es más larga y la cola de las ardillas planeadoras es más espesa.